# Trappola in rete
Trappola in rete (Every Mother's Worst Fear) è un film per la televisione statunitense del 1998 diretto da Bill L. Norton.

## Trama
Connie Hoagland, divorziata da poco, lavora duramente fino a tarda ora. Per vincere la noia, sua figlia Martha si iscrive alla chat line e, con l'intervento di uno sconosciuto, viene messa in contatto con un certo Drew Peterson. Così Martha si lascia lusingare dai numerosi messaggi che manda Drew e si reca nel suo appartamento senza rendersi conto del pericolo che sta subendo. Quando Jeff, il padre di Martha ed ex marito di Connie, non trova sua figlia, per lui e per Connie inizia un vero e proprio incubo.